# 海老沢幸男
海老沢 幸男（えびさわ ゆきお）は、日本の男性アニメーター、演出家。以前はスタジオ・ライブ、エイケンに所属していた。

## 人物・経歴
主に作画監督を手がけるアニメーター。『ドラゴンボール』シリーズへの参加などで知られる。
東映アニメーション作品への参加が多い。1990年代後期から2000年代初期にかけては、諏訪可奈恵らと共に『デジタルモンスター』シリーズなどに携わっていた。

## 参加作品

### テレビアニメ
- おじゃまんが山田くん（原画）
- おねがいマイメロディ（原画）
- アンデルセン物語（アニメーター）
- ウサハナ 夢見るバレリーナ （原画）
- キン肉マンII世（作画監督）
- ゲゲゲの鬼太郎（第4作）（作画監督）
- 昆虫物語 新みなしごハッチ（原動画）
- サザエさん（動画）
- サイボーグ009（1979年版）（原画）
- サイボーグ009 THE CYBORG SOLDIER（原画）
- たまごっち!（原画）
- たまごっち! ゆめキラドリーム（原画、作画監督）
- デジモンアドベンチャー（作画監督）
- デジモンアドベンチャー02（作画監督）
- 出ましたっ!パワパフガールズZ（原画）
- Dr.スランプ アラレちゃん（作画監督、コンテ、原画）
- ドラゴンボール（作画監督、コンテ、原画）
- ドラゴンボールZ（作画監督）
- ネットゴーストPIPOPA（原画）
- パラッパラッパー（作画監督）
- ハローキティ りんごの森シリーズ（原画）
- ひみつのアッコちゃん（第3期）（作画監督、原画）
- 氷河戦士ガイスラッガー（作画）
- ボボボーボ・ボーボボ（原画）
- ボンバーマンジェッターズ（作画監督）
- ポケットモンスター ダイヤモンド&パール（原画）
- ポケットモンスター ベストウイッシュ（原画）
- まんが世界昔ばなし（演出）
- ヤッターマン(第1作)(作画監督)

### 劇場版アニメ
- Dr.スランプ アラレちゃん ほよよ!ナナバ城の秘宝（原画）
- Dr.スランプ アラレちゃん ほよよ!夢の都メカポリス（原画）
- Dr.スランプ アラレちゃん んちゃ!ペンギン村はハレのち晴れ（原画）
- Dr.スランプ アラレちゃん んちゃ!!わくわくハートの夏休み（原画）
- ドラゴンボール 神龍の伝説（原画）
- ドラゴンボールZ この世で一番強いヤツ（原画）
- ドラゴンボールZ 超サイヤ人だ孫悟空（原画）